# ヒトラーを殺そう!
「ヒトラーを殺そう!」（ヒトラーをころそう、原題: Let's Kill Hitler）は、イギリスのSFドラマ『ドクター・フー』の第6シリーズ第8話。2011年8月27日に BBC One とBBCアメリカおよびスペースで初放送された。スティーヴン・モファットが執筆し、リチャード・シニアが監督した。
本作では、異星人のタイムトラベラー11代目ドクター（演:マット・スミス）と彼のコンパニオンのエイミー・ポンド（演:カレン・ギラン）および彼女の夫ローリー・ウィリアムズ（演:アーサー・ダーヴィル）が、ターディスを2人の幼馴染メルス（演:ニーナ・トゥサン＝ホワイト）にハイジャックされたことで、1938年のベルリンに不時着する。彼らは時間跳躍正義執行機関テッセレクタに処刑されかけていたアドルフ・ヒトラー（演:アルバート・ウェリング）を偶然救出してしまう。メルスはヒトラーに撃たれて予期せずリヴァー・ソングに再生し、エイミーとローリーの娘メロディーの成長した姿であることが発覚する。リヴァーは将来ドクターを殺害する罪を負っており、テッセレクタは彼女を断罪しようとする。一方、ドクターはリヴァーの毒の口紅による死の危険に直面していた。
モファットは「ヒトラーを殺そう!」を第6シリーズの開幕よりも気楽なエピソードにしようとしていて、ヒトラーをからかう意図もあった。本作はリヴァー・ソングに関わるストーリー・アークの多くの要素が纏められている。撮影は2011年の3 - 4月頃に行われたが、冒頭の小麦畑のシーンは小麦の成長を待たなくてはならなかったため、第6シリーズで最後に撮影された。ベルリンのシーンの多くはスウォンジーで撮影され、カーディフの Temple of Peace もロケ地として使用された。イギリスでは810万人の視聴者数を記録し、第6シリーズで最も多く視聴されたエピソードとなった。批評家の反応は大半が肯定的であったが、テッセレクタや、設定やキャラクターの様々な面に批判的な者もいた。

## プロット

### 前日譚
2011年8月15日にBBCはスティーヴン・モファットが執筆した「ヒトラーを殺そう!」の短編前日譚を公開した。前日譚ではエイミーが11代目ドクターに電話をかけ、メロディーを探すようにメッセージをターディスの留守録に残す。エイミーはメロディーが成長してリヴァー・ソングになることを知っているが、それでも彼女の成長の様子を見たいと告げる。メッセージの終わりに、エイミーの懇願にも拘わらず、深刻な顔をしたドクターが受話器を取らずにメッセージを聞いていることが明かされる。

### 連続性
本作ではリヴァー・ソングのキャラクターのいくつかの面の起源が明らかになる。リヴァーに再生する前に、メルスは自分が「静かなる侵略者」の終盤で再生した幼女であり、赤ちゃんになってから成長してメルスになったと説明した。未来のリヴァーはターディスの色をした古い日記帳を持っているが、本作でドクターが新品の手帳として渡した物であった。本作でドクターはリヴァーに"ネタバレ"(spoilers)という概念を教えており、これは元々10代目ドクターが「静寂の図書館」「影の森」で彼女に告げられた言葉で、その後リヴァーのキャッチフレーズとなっていた。リヴァーは「天使の時間」でターディスを操縦していたが、本作でターディス自身が教えていたことが明かされる。「天使の時間」では"教える先生が良かった"と述べ、その日ドクターが忙しくしていたことにも触れていた。テッセレクタの乗組員はリヴァーを指名手配の危険な犯罪者と考えている。リヴァーは未来で誰かを殺害して投獄されたことが「天使の時間」で明かされており、"最高の男を殺した"と述べていた。本作のエピローグでは、リヴァーは考古学者になってドクターを見つけるためルナ大学に入学する。これまでの彼女の登場から、彼女は将来博士号を取得して教授に就任することが分かっている。リヴァーが病院で目を覚ます時、ドクターは「ルールその1。ドクターは嘘つきだ」と告げる。このルールは将来リヴァー自身が「ビッグバン」で告げる言葉の繰り返しである。
ドクターがターディスの対話ユニットを起動する際、彼の以前のコンパニオンであるローズ・タイラー（演:ビリー・パイパー）、マーサ・ジョーンズ（演:フリーマ・アジェマン）、ドナ・ノーブル（演:キャサリン・テイト）が登場する。彼は彼女たち全員に罪悪感を抱いていることを理由にこれらを拒否した。最終的に対話ユニットは幼少期のアメリア（演:ケイトリン・ブラックウッド）の姿になった。ケイトリン・ブラックウッドは過去のエイミーの回想として幼少期のメルスやローリーと遊ぶ場面でも出演した。幼少期のアメリアの対話ユニットは魚のフライとカスタードについて触れており、これはドクターが「11番目の時間」で現実のアメリアとフィッシュカスタードを食べたことに基づく。歴史の固定ポイントという概念は「ポンペイ最後の日」で生み出されたものである。ターディスの中で銃火器が使えないという主張は、4代目ドクターの The Hand of Fear（1976年）で登場した。

## 製作

### 脚本とキャスティング

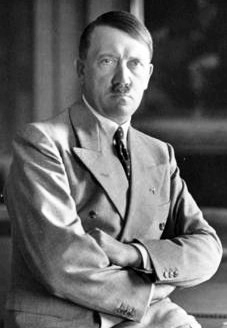
製作総指揮のスティーヴン・モファットはヒトラーを本作でおちょくろうと考えた。

シリーズ中盤の初演である本作は、残酷で暗い第6シリーズの開幕「ドクターからの招待状」「静かなる侵略者」と反対の雰囲気である。脚本家スティーヴン・モファットはヒトラーを悪の象徴として扱うのではなく、明るいコメディの文脈でヒトラーを登場させてからかおうと考えており、同じくヒトラーをネタにした『インディ・ジョーンズ』シリーズに本作をなぞらえた。
モファットはメルスの再生シーンを好み、新しい体を確認するシーンをコメディにした。彼は、本作がリヴァーの物語の始まりであり、どのようにしてこれまでドクターが出会ったような女性になるかを描写していると断言している。再生後には映画『卒業』のミセス・ロビンソン（演:アン・バンクロフト）とベンジャミン・ブラドック（演:ダスティン・ホフマン）の象徴的シーンを再演し、ドクターに「ハロー、ベンジャミン」と呼びかけている。カメラアングルも映画を意識したものである。ドクターは以前、「ドクターからの招待状」でリヴァーをミセス・ロビンソンと結びつけていた。
キャストとスタッフは、ヒトラー役を演じたアルバート・ウェリングがヒトラーによく似ていて超現実的な体験をしたと捉え、彼の衣装とメイクのアーティストが良い仕事をしたと感じた。テッセレクタの乗組員ハリエット役を演じるエラ・ケニオンは後に4代目ドクターのオーディオドラマ The Wrath of the Iceni でブーディカ役を演じた。アーサー・ダーヴィルは本作におけるローリーがアクションヒーローとしての役割を担っていたことを喜んだ。放送前にマット・スミスは、本作が今までで特に好きなエピソードかも知れないと主張した。11代目ドクターは本作で暗い緑色のロングコートを着用しており、このコートの初登場を飾った。11代目ドクターの衣装に関する第5シリーズのインタビューで、エグゼクティブ・プロデューサーのピアーズ・ウェンガーは、11代目ドクターにはコートが似合っており次シーズンでそれを進化させたいと述べていた。寒さのため、スミスはコートを欲しがっていた。

### 撮影と効果
「ヒトラーを殺そう!」の読み合わせは2011年5月21日に行われた。冒頭の小麦畑のシーンは2月にモファットが執筆していたが、小麦の成長を待たなくてはならなかったため、2011年6月11日に撮影された。ベルリンの大部分はスウォンジーで撮影され、登場する乗り物は第二次世界大戦期当時の物が使用された。ダーヴィルはバイクを気に入ったが、スタントマンが演技を担当したため彼は運転できなかった。カレン・ギランが初めて『ドクター・フー』に出演した「ポンペイ最後の日」や、第5シリーズの「冷血」でも使用されたカーディフの Temple of Peace は、本作でドイツのディナーパーティー会場として使用された。ヒトラーのオフィスは『ドクター・フー』で最大のセットの1つであった。通常のように現実の建物で撮影されたのではなく、ターディスが壁を突破して侵入する必要があったためセットでの撮影が行われた。テッセレクタの通路のデザインはスイスの大型ハドロン衝突型加速器にインスパイアされた。
ベルリンでドイツ軍人に偽装したテッセレクタがバイクに乗ったエイミーとローリーを追うシーンは、予算の都合上削除された。BBCアメリカでの放送を広報したがったAT&Tは、"可能性を再考する"というスローガンに基づき、モーションコミックを使ってコマーシャルの時間をバイクの広告で橋渡しするというアイディアを考案した。AT&TとBBCアメリカはモファットおよびシニアと共同して60秒のシーンを作り、Double Barrel Motion Labs がアニメ化した。

## 放送と反応
「ヒトラーを殺そう!」は2011年8月27日に BBC One（イギリス）と姉妹局のBBCアメリカ（アメリカ合衆国）、スペース（カナダ）で初放送された。BBC One での当夜の視聴者数は620万人に達し、その日では『Xファクター』に次いで2番目に多く視聴された。本作は放送翌日に BBC iPlayer のサービスでも1位に躍り出ており、99万回視聴を記録して同サービスへの8月のリクエスト数もトップに位置した。Appreciation Index も85を記録した。最終視聴者数は810万人に上り、その週で11番目に多く視聴された番組となった。また、本作は「ゲンガーの反乱」に次いで2番目に多く視聴された第6シリーズのエピソードでもあった。
ドイツ人のガードマンが "where the fuck is he?" と冒涜的発言をしたとBBCにクレームを入れた視聴者もいたが、BBCは彼の台詞はドイツ語の "Halt, was machen Sie?"（英訳すると "Stop, what are you doing?"）であると主張している。

### 日本での放送
日本では『ドクター・フー ニュー・ジェネレーション』第2シリーズとして2016年8月から第6シリーズのレギュラー放送がAXNミステリーにて始まり、「ヒトラーを殺そう!」は8月25日午後11時5分から前話「ドクターの戦争」に続けて放送された。

### 批評家の反応

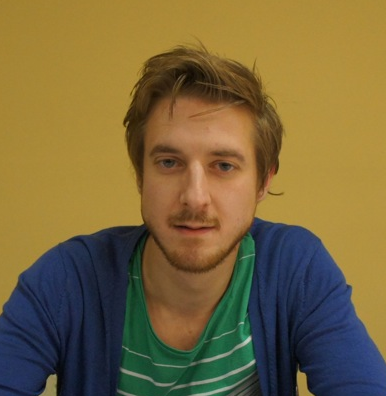
少なくとも1人の批評家とアーサー・ダーヴィルは、本作でローリーのアクションヒーロー的役割が強くなっていることに喜んだ。

本作は批評家から主に肯定的なレビューを受けた。ガーディアン紙のダン・マーティンはフィナーレの「ドクターの戦争」よりも「ヒトラーを殺そう!」を高評価しており、「強いセンスを維持する、車と穀物の輪のような、派手な演出やギャグによるエネルギッシュでタイミーワイミーな離れわざだ」と述べた。また彼はアレックス・キングストンの演技も高評価し、「彼女は普段よりも完璧に彼女の全てのセンスを盗み出し、エピソードを相応しい感動的な最期の演技に優れた技量で持ち込んだ」とコメントした。後にマーティンは、当時未放送の「ドクター最後の日」を除く第6シリーズのエピソードの中で本作を6番目に良いものとして位置付けた。カジュアルな番組視聴者に意図が伝わらないことが批判されているため、彼はファンの間で見解が割れるかもしれないとコメントした上で、「ヒトラーを殺そう!」が大好きだと述べた。デイリー・テレグラフのマイケル・ホーガンは本作に4つ星を与え、「アイディアと捻り、転回、グニャグニャの時間の歪曲が詰まっている」「遥かに疲れるとはいえ、目がくらむようなスリリングなエンターテイメントだ」と絶賛した。
インデペンデント紙のニーラ・デブナスは明るい雰囲気とドタバタとしたシーンを称賛した。彼女はメルスの正体が「登場人物には不明だったが（視聴者の）全員には明らかだった」と感じたものの、ニーナ・トゥサン＝ホワイトについては「素晴らしい」「彼女はキャラクターに違うエネルギーをもたらしたから、あんなにも早く再生したのは残念だった」と述べた。ラジオ・タイムズの批評家パトリック・マルケーンはデブナスと異なり、メルスの正体のについて完璧に驚いたと認めた。彼は1969年に再生したメロディが20年後にまだ子どもとしてエイミーとローリーに加わっているのはプロットの破綻であると指摘したものの、「エピソードはそのような屁理屈が通用しないほど早く、陽気だ」と述べた。エンターテイメント・ウィークリー誌のケン・タッカーは本作を「驚くほどエネルギッシュで面白く、クレバーで、高貴なシーズン中盤の開幕だ」と述べ、主要キャスト4人、特にキングストンの演技を絶賛した。また、本作で生み出された強い感情も称賛した。
IGNのマット・リズレイは本作を10点満点で9点と評価し、「間違いなくモファットの最も臆することなく面白いタイムロードの明るいエピソードだ」と述べた。彼はユーモアとプロットおよびキャラクターを称賛し、テッセレクタを低俗で記憶に残らないと批判した。SFXの批評家リチャード・エドワーズは「ヒトラーを殺そう!」に5つ星を与え、「今までにモファットが執筆した『ドクター・フー』のエピソードで最もクレバーなものに位置付けなくてはならない」と述べた。彼はキングストンの演技を称賛しつつ、マット・スミスの演技も絶賛しており、「彼はジョーカーを演じても、32分の死のシーンを生き抜いても、まったく見事な演技を見せてくれる。気楽さと切なさのミックスを引き出すのは難しいものだが、スミスはそれを真髄であるドクターとして引き出している」と述べた。The A.V. Clubのケイス・フィップスは本作をB+と評価し、「やや割れる」と述べた。彼はモファットによるリヴァー・ソングのストーリー・アークについて「良い方法で心を巻かせた」と称賛し、作中の会話も「大きなコンセプトだ」と褒めた。一方で、彼はテッセレクタの任務は掘り下げられたものでないと考え、淡白なキャラクターだと主張した。彼にとっての最大の問題は以前のエピソードほどのインパクトが本作になかった点であり、娘を学校の友人として育てていた事実をエイミーとローリーが簡単に受け入れてしまったことを疑問視した。
デイリー・ミラーのジム・シェリーは本作に否定的であった。彼は他のキャストが完璧に自然に自分の役を演じていたと感じた一方で、アレックス・キングストンの演技を批判した。デイリー・テレグラフの批評家ギャヴィン・フラーは、モファットがテンポの良いドタバタ劇を提供したと述べ、テッセレクタのコンセプトを称賛したが、設定の機会が無駄に消費されたと残念に感じた。本作の設定は壮大でドラマチックなポテンシャルをもたらしたが、実際には物語の飾りに過ぎなかった、と彼は感じた。また、彼はヒトラーをコミック・リリーフとして使ったことについて「ヒトラーと彼が率いた政権の本質を誤魔化した」「このような歴史的に重要なキャラクターを扱うには変な方法だった」と指摘した。さらに、レギュラーキャストをどうにかして殺そうとしているように見えるモファットについても批判した。しかし、エンターテイメント・ウィークリーのタッカーは、ヒトラーを素晴らしい『ドクター・フー』のエピソードにする必要はないと考えた。